# Белжелдорпроект
ГП "Институт «Белжелдорпроект» — один из старейших проектных институтов Республики Беларусь и стран СНГ. Организация осуществляет свою деятельность в соответствии с сертификатами международного стандарта ISO 9001:2000.

## История
11 декабря 1938 года приказом Народного Комиссара путей сообщения № 327/Ц «Об организации проектных контор на дорогах»
был организован Дорпроект Белорусской железной дороги. В его состав входили около 30 человек.
К июню 1941 года работников предприятия насчитывалось около 40 человек. В начале войны многие работники Дорпроекта были включены в оперативные группы и занимались подготовкой объектов и предприятий к эвакуации.
В августе 1941 года работники Дорпроекта были эвакуированы на восток страны: на Свердловскую, Куйбышевскую, Южно-Уральскую железные дороги, часть работников включены в состав военно-восстановительных управлений.
Деятельность Дорпроекта как организации с августа 1941 года до конца 1943 года была прекращена.
В начале 1944 года после освобождения Гомеля от немецко-фашистских захватчиков Дорпроект Белорусской железной дороги возобновил свою работу.
В августе 1951 года организуется Минская железная дорога с управлением в Минске. Дорпроект из Барановичей переводится в Минск.
После объединения Минской железной дороги с белорусской железной дорогой в 1953 году Управление дороги организуется в Минске.
В связи с этим Дорпроект Минской железной дороги был переименован в Дорпроект Белорусской железной дороги.
В 1963 году в состав Дорпроекта передается проектно-изыскательская группа службы пути, которая была создана в 1953 году после объединения Белорусской и Минской железных дорог.
В связи со значительным ростом объёмов проектно-изыскательских работ, повышением сложности проектируемых объектов Дорожная проектная контора — Дорпроект Белорусской железной дороги — приказом Министра путей сообщения от 28.09.69 г. № 1212 была преобразована в Дорожный проектно-изыскательский институт Белорусской железной дороги — Желдорпроект.
За период с 1955 по 1974 год Дорпроектом и Желдорпроектом Белорусской железной дороги разработано более 2000 проектов.
В соответствии с распоряжением Совета министров СССР от 25 февраля 1974 года № 430р в целях дальнейшего улучшения проектно-сметного дела на железнодорожном транспорте приказом министра путей сообщения СССР от 18 апреля 1974 года № 15Ц при МПС организовано Главное управление по проектированию объектов железнодорожного транспорта — Главжелдорпроект.
Дорожный проектно-изыскательский институт — Желдорпроект Белорусской железной дороги из состава дороги передан Главжелдорпроекту МПС и переименован в Минскжелдорпроект.
За период работы в составе Главжелдорпроекта МПС (1974—1978 гг.) значительно возросли объёмы работ по сравнению с 1973 годом.
Приказом Министерства путей сообщения от 3 августа 1978 года № 1530 Минский проектно-изыскательский институт на Белорусской железной дороге (Минскжелдорпроект) реорганизован в филиал Государственного ордена Трудового Красного знамени проектно-изыскательского института электрификации железных дорог и энергетических установок Трансэлектропроект на самостоятельном балансе с место-нахождением в г. Минске.
Реорганизация, сохранив основную задачу Минского филиала, обеспечение нужд Белорусской железной дороги в проектно-сметной документации в пределах выделяемых дороге лимитов, имела целью обеспечение возрастающего по МПС объёма проектных работ по электрификации железных дорог, для чего филиал обязывался выполнять для Трансэлектропроекта разделы СЦБ и связи проектов электрификации.
Однако в связи с выходом Белорусской железной дороги из состава МПС опять произошло переподчинение предприятия. Приказом начальника дороги № 19Н на базе Минского филиала института Трансэлектропроект было организовано в составе Белорусской железной дороги государственное предприятие Белжелдорпроект.
Трудным был 1992 год. Резко упали объёмы работ. Пришлось пойти на меньшие численности работающих. С 200 человек в 1991 году до 139 человек.
В связи с распадом Союза перед дорогой встали совершенно новые необычные задачи. Заводы, производящие капитальные ремонты подвижного состава (локомотивов, дизель- и электропоездов), заводы по производству деталей верхнего строения пути оказались за границей. Руководством дороги было принято решение, несмотря на любые трудности, в возможно кратчайшие сроки создать ремонтные базы в Беларуси. В скором времени от коллектива проектного института потребовалось в срочном порядке решать совершенно новые и сложнейшие задачи по созданию собственных (вместо оказавшихся за пределами республики) предприятии по капитальному заводскому ремонту подвижного состава: локомотивов, дизель- и электропоездов, мотор-вагонного подвижного состава и многого другого, необходимого для обеспечения бесперебойной работы магистрали. Перед проектировщиками одна за другой ставились задачи различной сложности, направленные на развитие родной Белорусской железной дороги.
1 октября 2008 года в связи с производственной необходимостью, вызванной поставленной на девятом заседании совета по информатизации Белорусской железной дороги задачей активизации работы по проектированию и строительству ЛВС предприятий и сетей передачи данных зон доступа ЕСПД, изменением структуры предприятия и реструктуризацией отдела связи, информационных технологий и телекоммуникаций был сформирован комплексный производственный отдел информационных технологий ИТ, который помимо основных работ по проектированию освоил выпуск проектов по видеонаблюдению, автоматическому пожаротушению, СКУД и ряду других. В сентябре 2017 отдел информационных технологий ИТ был расформирован.
С этого момента начался новый подъём в развитии предприятия. Значительно увеличился объём выполняемых работ. Контингент был укреплен новыми высококвалифицированными специалистами по водопроводу и канализации, отоплению и вентиляции, архитекторами и конструкторами, электриками и программистами. С поставленной задачей предприятие успешно справляется.
На 2022 год ГП "Институт «Белжелдорпроект» имеет филиалы в городе Бресте, Гомеле и Могилеве.

## Собственники и руководство
Владельцем предприятия является ГО «Белорусская железная дорога»;
Директор — Музок, Александр Петрович;

Главный инженер — Козич, Владимир Валентинович.

## Деятельность
- проектно-изыскательская деятельность;
- проектирование котельных с паровыми и водогрейными котлами;
- проектирование трубопроводов пара и горячей воды;
- проектирование сетей и систем ведомственной электросвязи, взаимодействующих с сетями общего пользования;
- проектирование локально вычислительных сетей, систем видеонаблюдения, систем контроля и управления доступом;
- проектирование систем автоматической пожарной сигнализации;
- проектирование средств и систем охраны;
- проектирование оборудования и приборов высокого давления;
- проектирование производств и объектов, на которых возможно образование взрывоопасных сред;
- осуществление топографической съёмки;
- создание специальных геодезических сетей;
- проектирование систем газоснабжения;
- разборка и снос зданий;
- земляные работы;
- общестроительные работы;
- устройство покрытий зданий и сооружений;
- строительство дорог и спортивных сооружений;
- прочие строительные работы;
- установка инженерного оборудования зданий и сооружений;
- проектирование дорог, в том числе городских скоростных дорог, улиц и дорог общего, районного и местного назначения.

### Основные проекты
- Проект «Городская электричка» на участке Минск — Ждановичи (станция) — Заславль (город спутник) и Минск — Колядичи (станция) — Руденск с применением новейших технологий в области перевозок пассажиров, организации и безопасности движения поездов[1].
- Модернизация сортировочных станций девятого коридора Креты. Станции Вайдотай, Пушинас Литовской ж/д.
- Комплексная реконструкция устройств СЦБ участка Александров-Ярославль Северной ж/д РФ.
- Микропроцессорная централизация участка Каунас — Кибартай Литовской ж/д.
- Технический проект по модернизации линии Вильнюс — Каунас для движения со скоростями до 160 км/ч.
- Электрификация участка Старый Оскол — Валуйки — Купянск Южной ж/д Украины.
- Электрификация участка Волгоград — Котельниково — Тихорецкая с переводом Волгоградского узла на переменный ток Приволжской и Северо-Кавказской ж/д РФ.
- Электрификация участков Осиповичи — Жлобин — Гомель, Жлобин — Калинковичи.
- Электрификация участков Молодечно — Гудогай.
- Электрификация участков Колодищи — Шабаны.
- Реконструкция локомотивного депо Орша Белорусской ж/д
- Оборудование устройством автоматической идентификации и контроля дислокации локомотивов Белорусской ж/д.
- База заводского ремонта тепловозов ТЭП-70. Ст. Орша Белорусской ж/д.
- Реконструкция склада топлива локомотивного депо Барановичи Белорусской ж/д.
- Реконструкция пассажирского комплекса станции Брест-Центральный Белорусской ж/д.
- Строительство Осиповичского вагоностроительного завода Белорусской ж/д.
- Распределительные сети данных железнодорожных узлов Белорусской ж/д.
- Строительство локально-вычислительных сетей и электроснабжения Белорусской ж/д.
- Реконструкция здания вокзала станции Гродно Белорусской ж/д.
- Цех по обслуживанию и ремонту электропоездов Штадлер в моторвагонном депо Минска.
- Реконструкция транспортного пересечения в одном уровне Партизанского проспекта и ул. Ленина с расширением существующего ж/д переезда города Минска.
- Устройства автоматической идентификации подвижного состава на межгосударственных входных стыках и на подходах к грузовым, сортировочным и участковым станциям Белорусской ж/д.
- Устройство автоматизированного центра управления перевозками Белорусской ж/д.
- Железнодорожный пункт пропуска Гродно Белорусской ж/д.
- Административное здание Главного управления перевозок Белорусской ж/д.
- Развитие участка Полоцк — госграница с Латвией и примыкающих к станции Полоцк перегонов.
- Автоматизированная система коммерческого осмотра поездов и вагонов по станции Орша-Центральная Белорусской ж/д.
- Микропроцессорная централизация ст. Полоцк Белорусской ж/д.
- Диспетчерская централизация участков и станций Белорусской ж/д.
- Автоматизированная система управления хозяйством СЦБ Белорусской ж/д.
- Реконструкция вагонного депо ст. Жлобин Белорусской ж/д.
- Испытательный центр вагонов Белорусской ж/д.
- Реконструкция вагонного депо на ст. Полоцк Белорусской ж/д.
- Реконструкция вагонного депо ст. Барановичи Белорусской ж/д.
- Подземный пешеходный переход от станции метро Площадь Независимости (Минск) к главному корпусу вокзала.
- Электрическая централизация станции Губерния Литовской ж/д.

## Награды, дипломы, грамоты
- В 2010 году Белжелдорпроект был признан победителем в отраслевом соревновании среди унитарных предприятий на Белорусской железной дороге[2].
- В 2011 году Белжелдорпроект занял 3-е место в отраслевом соревновании среди унитарных предприятий на Белорусской железной дороге[3].